# Stanisław Kosina
Stanisław Marian Kosina (ur. 6 marca 1896 we Lwowie, zm. 27 września 1988 w Londynie) – doktor praw, urzędnik konsularny, kapitan rezerwy piechoty Wojska Polskiego.

## Życiorys

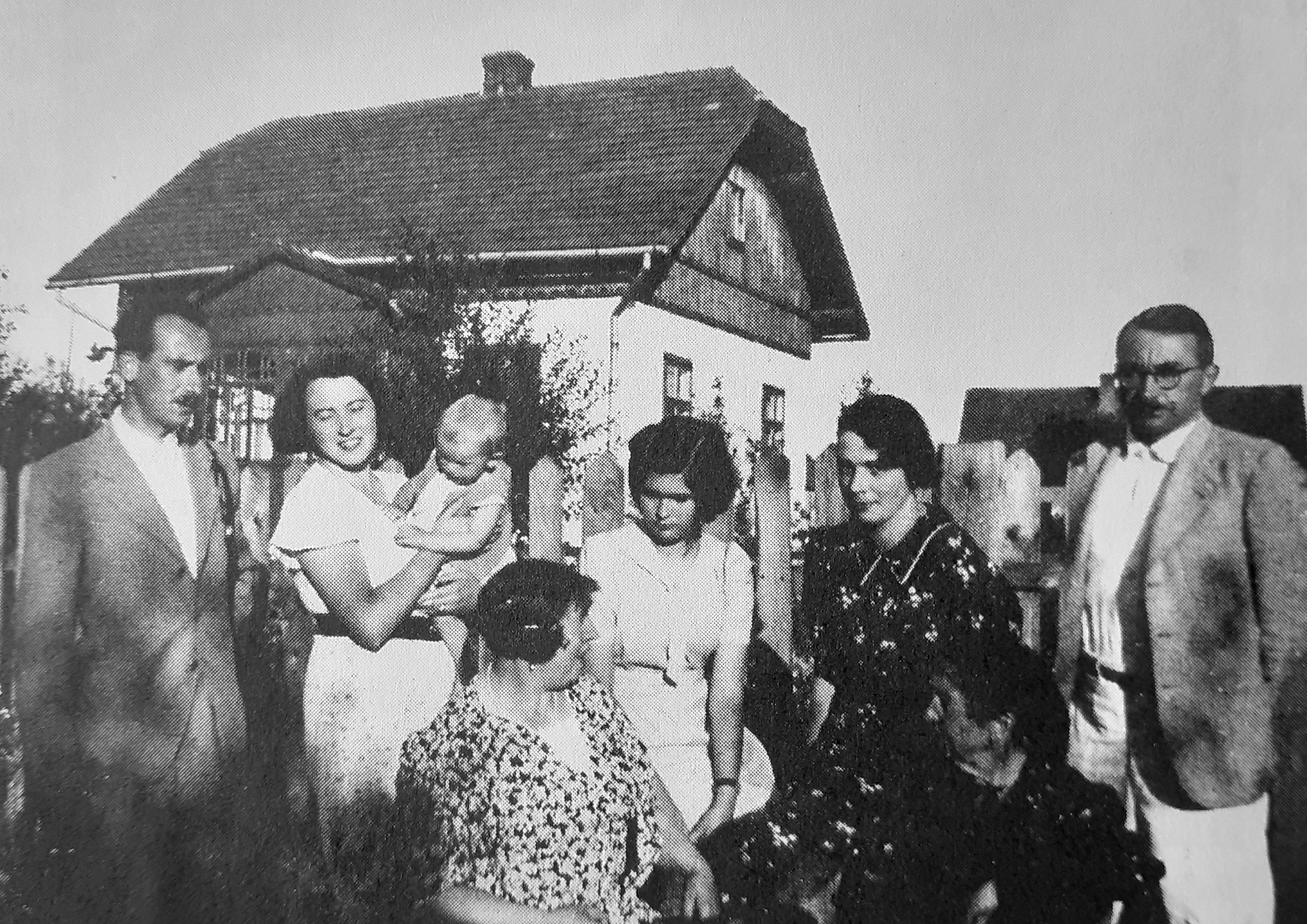
Stanisław Kosina (pierwszy z prawej) podczas zjazdu rodzinnego w Sanoku w 1938. Pierwszy z lewej Tadeusz Kazimierz Żuliński

Protoplastą rodu Kosinów był XVII-wieczny czeski powstaniec, Jan Kozina. Stanisław urodził się jako syn Jana Macieja (1859–1943) i Pauliny, z domu Girtler von Kleeborn (1862–1945). Ojciec był inżynierem leśnictwa, pracował jako nadleśniczy w Galicji, mierniczy przysięgły, był wykładowcą na Wydziale Leśnictwa Politechniki Lwowskiej. Pochodząca z austriackiej rodziny matka była absolwentką Konserwatorium Muzycznego we Lwowie, początkowo była pianistką. Kosinowie mieli pięcioro dzieci, czterech synów: najstarszy Jan Józef (1894-1940, oficer dyplomowany, ofiara zbrodni katyńskiej), Stanisław (ur. 1896), Andrzej (1898–1920, ofiara wojny polsko-bolszewickiej, kawaler Orderu Virtuti Militari), Piotr (1902–1939, inżynier leśnik, zginął od bomby podczas kampanii wrześniowej) oraz córka Helena (1900–2000, nauczycielka języka polskiego, działaczka społeczna) (1900–2000).
Stanisław Kosina urodził się 6 marca 1896 we Lwowie. W 1914 zdał z odznaczeniem egzamin dojrzałości w C. K. Gimnazjum Męskim w Sanoku (w jego klasie byli m.in. Wiktor Boczar, Mieczysław Jus, Aleksander Kolasiński, Stanisław Kurek, Franciszek Löwy, Tadeusz Piech, Edmund Słuszkiewicz). Podczas nauki szkolnej działał w ruchu skautowym (podobnie jak jego brat Andrzej), należał do założonej w 1911 sanockiej Drużyny Skautowej im. hetmana Stanisława Żółkiewskiego – Ex ossibus ultor, w której był instruktorem od 1911 do 1914. Następnie działał w Polskich Drużynach Strzeleckich. Po maturze pierwotnie miał podjąć studia na akademii eksportowej.
W trakcie I wojny światowej został wcielony do C. K. Armii i wysłany na front włoski (wraz z nim przybywali tam m.in. brat Stanisław oraz przyjaciele z Sanoka, Władysław Zaleski, Jerzy Pajączkowski). Tam został wzięty do niewoli włoskiej i był przetrzymywany najpierw w Cassino, później w Cassercie koło Neapolu, a po oswobodzeniu trafił do Armii Hallera. Ponownie spotkał się z bratem Janem, choć obaj dostali inne przydziały w armii. Stanislaw w stopniu dowódcą kompanii. Został mianowany podporucznikiem piechoty w rezerwie z dniem 1 stycznia 1917. Do 1918 formalnie pozostawał rezerwistą 45 pułku piechoty.
W maju 1919 z armią powrócił następnie do Polski. Został przydzielony do 49 pułku piechoty, w którym pełnił funkcję adiutanta. Uczestniczył w wojnie polsko-bolszewickiej. 19 lipca 1920 wyróżnił się odwagą w bitwie pod Chorupaniem. Na wniosek dowódcy oddziału, pułkownika Staszkiewicza został odznaczony Krzyżem Walecznych. Dowódca pułku w uzasadnieniu wniosku napisał „nie zważając zupełnie na grad kul, jaki na niego się posypał dotarł do D-wa III-go Baonu i przeniósł ważny nadzwyczaj rozkaz”. Po zakończeniu wojny został zdemobilizowany, pozostając oficerem rezerwowym 49 pułku piechoty w Kołomyi. Został zweryfikowany w stopniu kapitana ze starszeństwem z dniem 1 czerwca 1919 roku i 1744. lokatą w korpusie oficerów rezerwowych piechoty. W 1934 jako oficer rezerwowy 32 pułku piechoty w Modlinie pozostawał w ewidencji Powiatowej Komendy Uzupełnień Warszawa Miasto III.
Podjął studia na Wydziale Prawa Uniwersytetu Jana Kazimierza we Lwowie, które ukończył z tytułem doktora praw w zakresie prawa finansowego. Wstąpił do służby w Ministerstwie Spraw Zagranicznych. Pracował w konsulacie RP w Ostrawie Morawskiej od 1 października 1923 do 30 kwietnia 1928 (od 1 lipca 1925 jako attaché). Następnie do 1 maja 1929 pracował w Departamencie Konsularnym MSZ. Później był zatrudniony w konsulacie w Kwidzynie od 1 maja 1929 do 1 października 1932 (jako attaché i tytularny wicekonsul od 13 maja 1929, jako wicekonsul od 1 lipca 1930)). Potem powrócił do centrali MSW w Warszawie, pracował w Gabinecie Ministra od 10 listopada 1932, w GM Referacie Archiwalnym od 20 sierpnia 1933, w Departamencie Administracyjnym od 12 września 1933, w Referacie Funduszu Specjalnego od 25 września 1933, ponownie w Gabinecie Ministra od 1 grudnia 1936, był radcą od 1 września 1937. Od 1 lutego 1938 do wybuchu II wojny światowej 1939 pracował w Konsulacie Generalnym w Berlinie, gdzie był radcą prawnym. Należał do warszawskiego Koła Harcerzy z Czasów Walk o Niepodległość.
Po wybuchu wojny trafił do Rumunii, pracował w Bukareszcie, później w Tel Awiwie, w Konsulacie Generalnym RP w Stambule (1943), centrali MSZ w Londynie (1944), a od października 1944 do lipca 1945 był konsulem w Konsulacie Generalnym RP w Rzymie. Następnie wykładał w Polish University College w Londynie. Po przerwaniu działalności rządu RP na uchodźstwie w Londynie, Stanisław Kosina podjął pracę w przedsiębiorstwie aptekarskim Grabowskiego w Londynie. Później przeszedł na emeryturę. Zmarł 27 września 1988.
Jego żoną została Helena z domu Hoff (1904-1982, prawnuczka Walentego Lipińskiego, córka płk. Mariana Ludwika Hoffa, siostra Tadeusza Hoffa, podczas II wojny światowej pracowała w Tel Awiwie w oddziałach zaopatrzenia i wyżywienia Polskich Sił Zbrojnych na Zachodzie). Oboje mieli syna Andrzeja (1926-1996). Żona i syn Stanisława Kosiny zostali ewakuowani we wrześniu 1939 do Rumunii, następnie służyła w oddziałach kobiecych Wojska Polskiego w Palestynie i w Armii Andersa. Po wojnie Stanisław Kosina osiadł na emigracji w Wielkiej Brytanii. Zamieszkiwał przy Westgate Terrace w Londynie. Stanisław, Helena i Andrzej zostali pochowani w grobowcu rodzinnym na londyńskim cmentarzu w Ealing (ponadto na grobowcu został upamiętniony brat Stanisława, Andrzej). Bratankiem Stanisława był syn Jana Józefa, Jan Juliusz (1924-1998).

## Odznaczenia
- Krzyż Walecznych[20]
- Srebrny Krzyż Zasługi[20]
- Medal Pamiątkowy za Wojnę 1918–1921[20]
- Medal Dziesięciolecia Odzyskanej Niepodległości[20]